# Antanambe
Antanambe is een plaats en commune in het oosten van Madagaskar, behorend tot het district Maroantsetra, dat gelegen is in de regio Analanjirofo. Tijdens een volkstelling in 2001 telde de plaats 18.011 inwoners.
De plaats biedt naast lager onderwijs ook middelbaar onderwijs aan. 85 % van de bevolking werkt als landbouwer en 5 % verdient zijn brood als visser. De belangrijkste landbouwproducten zijn rijst en vanille; ander belangrijk product is  kruidnagelen. Verder is 10% actief in de dienstensector.